# Islay LIMPET

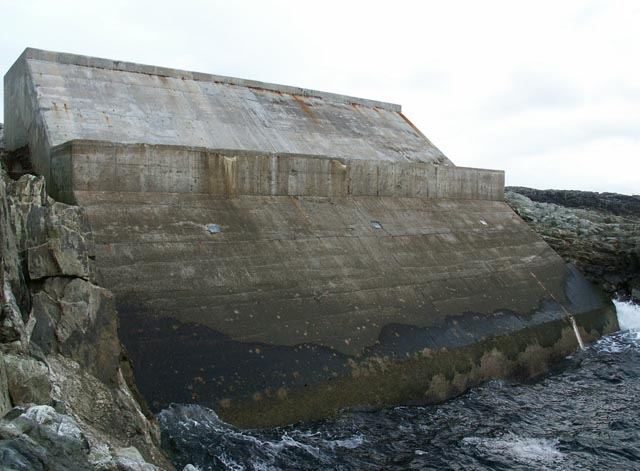
La central LIMPET.

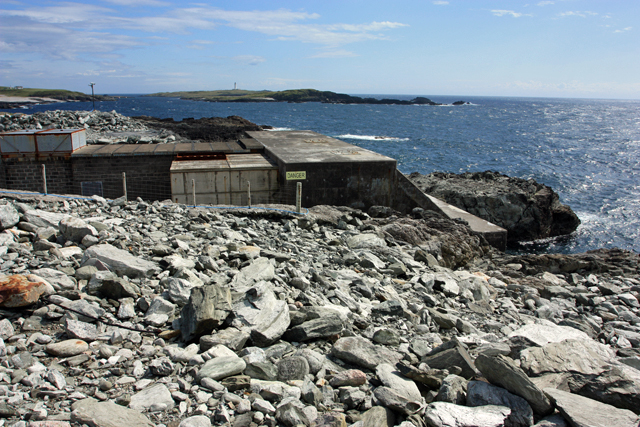
Vista general de la planta de Isla LIMPET.

Islay LIMPET (acrónimo de Land Installed Marine Power Energy Transmitter) fue la primera planta comercial de generación de electricidad basada en olas, o sea en la energía undimotriz, que entró en servicio comercial en el año 2000. Está situado en la isla de Islay, en el archipiélago escocés de las Islas Hébridas, y suministra energía a la red eléctrica del Reino Unido. La potencia instalada es de 500 kW, compartida por dos turbinas Wells instaladas en un sistema de columnas oscilantes inclinadas.

## Descripción
La planta de LIMPET se construyó en el año 2000 y está ubicada en la Claddach Farm en los Rinns de Islay región dentro la isla escocesa de Islay, isla por la que lleva su nombre. Islay LIMPET fue desarrollado por la empresa generadora de energía Wavegen en cooperación con la Universidad de la Reina de Belfast.
La capacidad de la planta de Islay LIMPET es de 500 kW, utilizando una instalación costera de Columna de agua Oscilante (OWC o Columna de Agua Oscilante) para transformar la energía de las olas en energía neumática dentro de una cámara de concreto. La cámara neumática es un tubo de hormigón inclinado con su boca por debajo del nivel del mar. La acción de las olas provoca la oscilación de la columna de agua contenida en la cámara, que comprime y descomprime el aire de la parte superior. El flujo de aire bidireccional resultante de la oscilación es canalizado a través de dos turbinas Wells, con rotaciones opuestas, cada una de ellas acoplada a un generador eléctrico de 250 kilovatios
Para el año 2010, la planta tenía una disponibilidad media del 98%, habiendo trabajado ya más de 60.000 horas conectado a la red comercial, lo que lo sitúa al mismo nivel de producción eléctrica de tecnologías como la eólica y la hidroeléctrica.
En la isla de Pico, en las Azores, funciona desde noviembre de 1999 una planta piloto, la Pico Wave Power Plant, con 400 kW de potencia instalada, utilizando la misma tecnología que la usada en Islay Limpet.